# Herrarnas tempolopp i landsvägscykling vid olympiska sommarspelen 2016
Herrarnas tempolopp i landsvägscykling vid olympiska sommarspelen 2016 avgjordes den 10 augusti 2016 i Rio de Janeiro.

## Medaljörer
| Event               | Guld                      | Silver                     | Brons                       |
| Herrarnas tempolopp | Fabian Cancellara Schweiz | Tom Dumoulin Nederländerna | Chris Froome Storbritannien |

## Start- och resultatlista
| Startnummer | Cyklist                 | Land           | Placering | Tid        |
| ----------- | ----------------------- | -------------- | --------- | ---------- |
| 5           | Fabian Cancellara       | Schweiz        | 1         | 1:12:15,42 |
| 2           | Tom Dumoulin            | Nederländerna  | 2         | 1:13:02,83 |
| 1           | Chris Froome            | Storbritannien | 3         | 1:13:17,54 |
| 13          | Jonathan Castroviejo    | Spanien        | 4         | 1:13:21,50 |
| 8           | Rohan Dennis            | Australien     | 5         | 1:13:25,66 |
| 11          | Maciej Bodnar           | Polen          | 6         | 1:14:05,89 |
| 9           | Nelson Oliveira         | Portugal       | 7         | 1:14:15,27 |
| 7           | Ion Izagirre            | Spanien        | 8         | 1:14:21,59 |
| 16          | Geraint Thomas          | Storbritannien | 9         | 1:14:52,85 |
| 14          | Primož Roglič           | Slovenien      | 10        | 1:14:55,16 |
| 21          | Leopold König           | Tjeckien       | 11        | 1:15:23,64 |
| 4           | Tony Martin             | Tyskland       | 12        | 1:15:33,75 |
| 25          | Simon Geschke           | Tyskland       | 13        | 1:15:49,88 |
| 20          | Michał Kwiatkowski      | Polen          | 14        | 1:15:55,49 |
| 10          | Jan Bárta               | Tjeckien       | 15        | 1:15:56,91 |
| 28          | Georg Preidler          | Österrike      | 16        | 1:16:02,36 |
| 3           | Vasil Kiryjenka         | Belarus        | 17        | 1:16:05,70 |
| 26          | Andrij Hrivko           | Ukraina        | 18        | 1:16:33,24 |
| 29          | Christopher Juul-Jensen | Danmark        | 19        | 1:16:49,62 |
| 19          | Tim Wellens             | Belgien        | 20        | 1:16:49,71 |
| 17          | Hugo Houle              | Kanada         | 21        | 1:17:02,04 |
| 6           | Taylor Phinney          | USA            | 22        | 1:17:25,31 |
| 24          | Brent Bookwalter        | USA            | 23        | 1:17:57,61 |
| 23          | Andrey Zeits            | Kazakstan      | 24        | 1:18:47,63 |
| 12          | Kanstantsin Siŭtsoŭ     | Belarus        | 25        | 1:18:58,75 |
| 30          | Eduardo Sepúlveda       | Argentina      | 26        | 1:19:07,84 |
| 22          | Damiano Caruso          | Italien        | 27        | 1:19:46,53 |
| 31          | Pavel Kotjetkov         | Ryssland       | 28        | 1:20:07,59 |
| 27          | Alexis Vuillermoz       | Frankrike      | 29        | 1:20:43,87 |
| 18          | Edvald Boasson Hagen    | Norge          | 30        | 1:21:12,35 |
| 34          | Ghader Mizbani          | Iran           | 31        | 1:21:39,45 |
| 15          | Julian Alaphilippe      | Frankrike      | 32        | 1:24:39,99 |
| 33          | Mouhssine Lahsaini      | Marocko        | 33        | 1:25:11,72 |
| 35          | Ahmet Örken             | Turkiet        | 34        | 1:27:37,41 |
| 37          | Dan Craven              | Namibia        | 35        | 1:27:47,93 |
| 32          | Jonathan Monsalve       | Venezuela      | DNS       | —          |
| 36          | Youcef Reguigui         | Algeriet       | DNS       | —          |